# Fluorid praseodymitý
Fluorid praseodymitý je anorganická sloučenina s chemickým vzorcem PrF3. Je to nejstabilnější fluorid praseodymu.

## Příprava
Fluorid praseodymitý lze připravit reakcí dusičnanu praseodymitého s fluoridem sodným:
Pr(NO3)3 + 3 NaF → 3 NaNO3 + PrF3
V literatuře existují zprávy o reakci mezi fluoridem chloritým a různými oxidy praseodymu, kde fluorid praseodymitý je jediným produktem. Reakce mezi fluoridem bromitým a oxidy praseodymu na vzduchu po určité době tvoří fluorid praseodymitý, ale reakce není úplná. Reakcí mezi hydrátem šťavelanu praseodymitého a fluoridem bromitým lze také připravit fluorid praseodymitý a jako vedlejší produkt je uhlík. Fluorid praseodymitý lze také připravit reakcí oxidu praseodymitého a fluoridu sírového při 584 °C.

## Vlastnosti
Fluorid praseodymitý tvoří bledě zelené krystaly v trigonální (nebo hexagonální) soustavě s prostorovou grupou P3c1 (nebo P63/mcm) s parametry mřížky a = 0,7078 nm, c = 0,7239 nm, Z = 6 a strukturou typu fluoridu ceritého.
Fluorid praseodymitý je zelená hygroskopická pevná látka bez zápachu, která je nerozpustná ve vodě.

## Využití
Fluorid praseodymitý(III) se používá jako dopující materiál pro laserové krystaly.